# آرمود پادار
آرمود پادار (به لاتین: Armudpadar) یک منطقه مسکونی در جمهوری آذربایجان است که در شهرستان خاچماز واقع شده‌است. آرمود پادار ۱۸۳۸ نفر جمعیت دارد.